# Granita

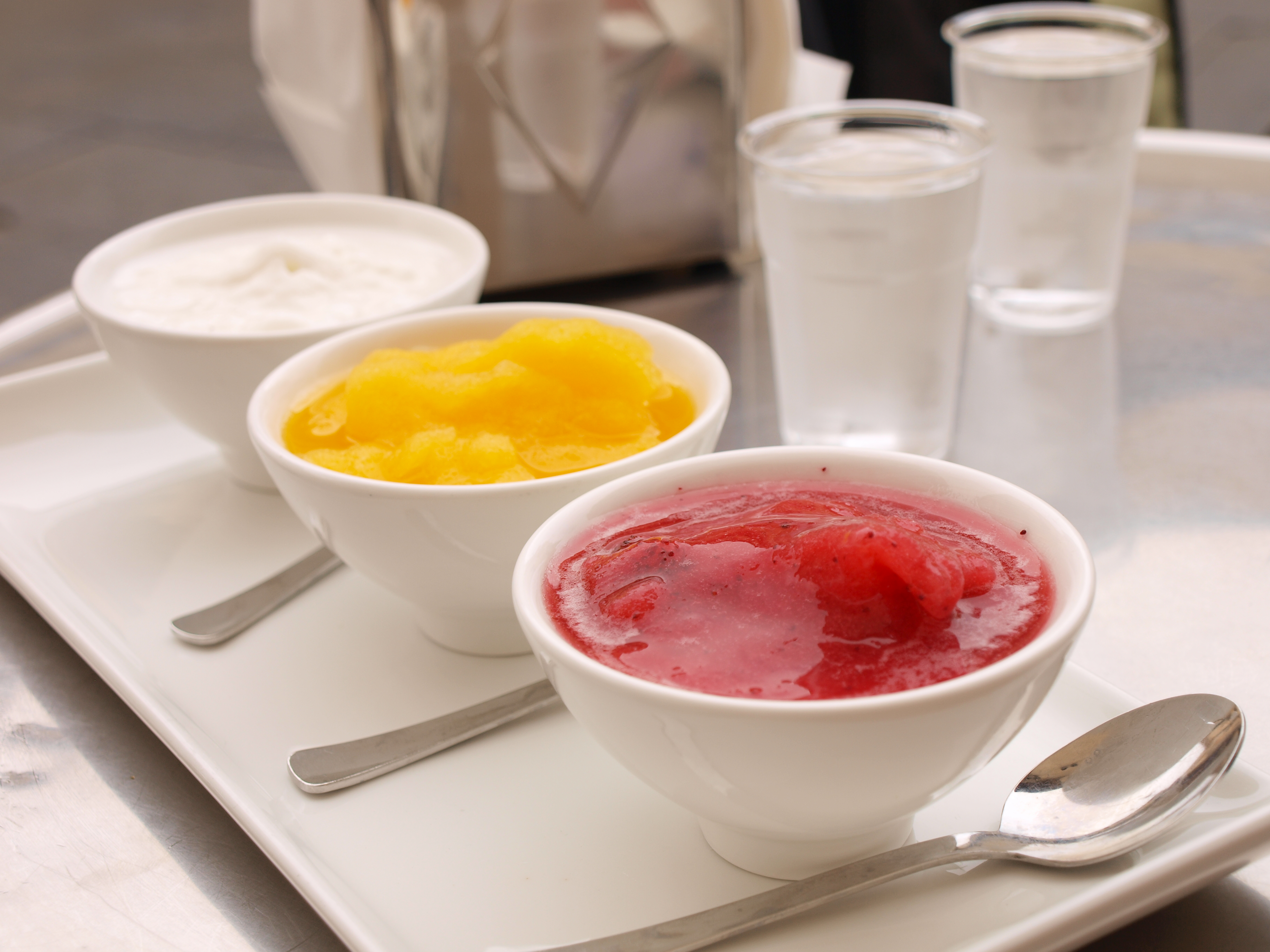
Três granitas: morango, tangerina e amêndoa (em Província de Noto).

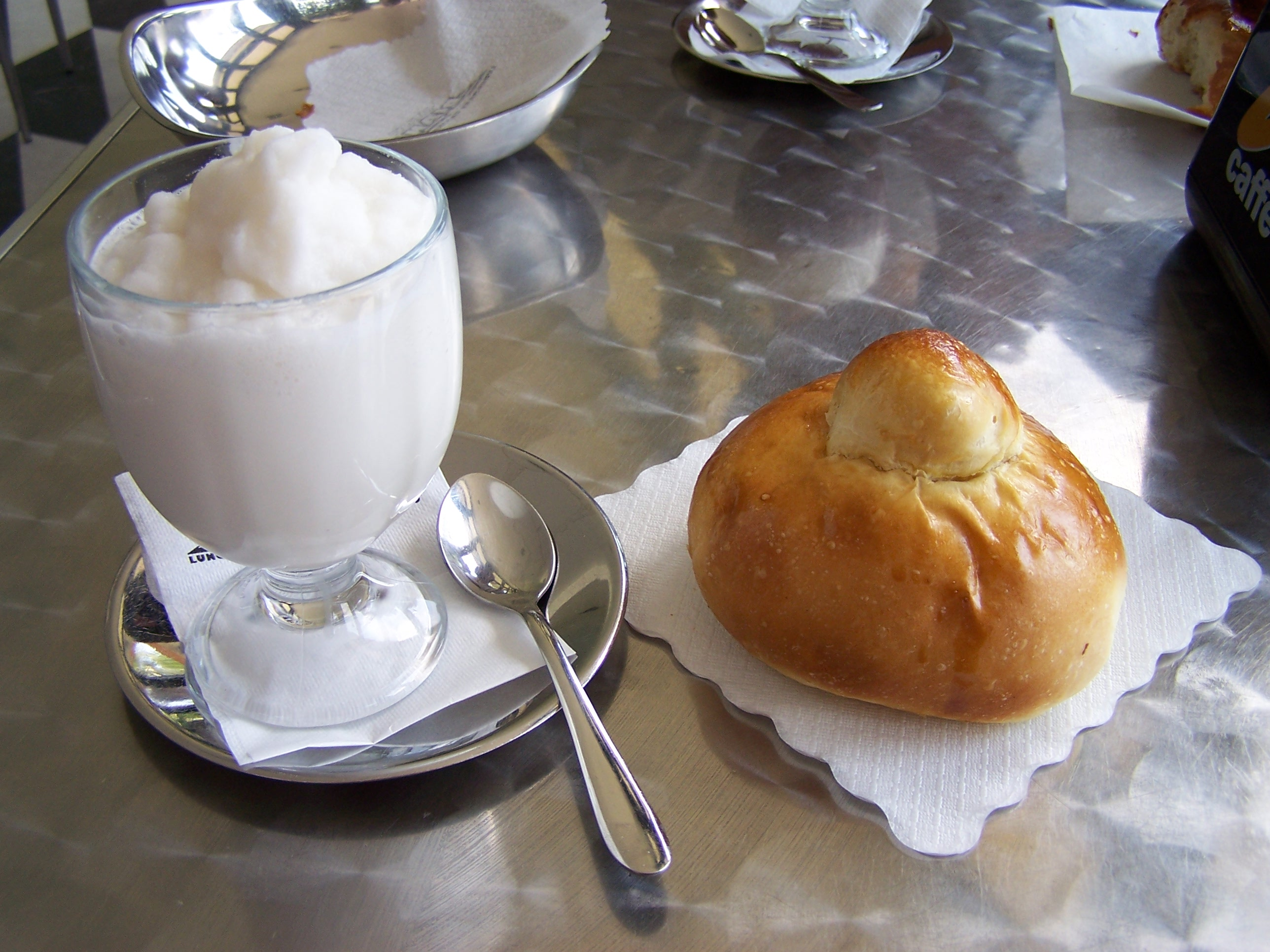
Granita de amêndoa com brioche siciliano, uma combinação comum na Sicília.

Granita é uma sobremesa semicongelada preparada com açúcar, água e frutas, oriunda da Sicília. É também possível encontrá-la noutras regiões da Itália, com algumas variações.
Sendo aparentada com o sorvete, a granita apresenta, no entanto, uma textura mais grosseira e mais cristalina. A textura varia, contudo, de cidade para cidade, apresentando pedaços de gelo maiores na costa ocidental da Sicília e em Palermo e sendo mais fina na parte oriental da ilha. Estas diferenças resultam da utilização de técnicas de congelação diferentes: as mais finas são produzidas com máquinas de gelado, enquanto as mais grosseiras são congeladas e agitadas esporadicamente, sendo raspadas no fim, de forma a produzir cristais de gelo separados.
Os ingredientes tradicionais mais comuns são limão, tangerina, jasmim, café, amêndoa, hortelã, morangos selvagens e amoras. As subtilezas dos ingredientes sicilianos são importantes para o produto final de uma granita: os limões sicilianos são pouco ácidos e as amêndoas usadas são dos tipos doce e amargo.
Na cidade de Catânia, é também tradição preparar granitas de chocolate. A granita de café é muito comum na cidade de Messina, enquanto a granita com amêndoas é bastante popular na cidade de Catânia. Nesta última cidade encontram-se também bastante difundidas as granitas de pistáchio, oriundas da cidade de Bronte, para além das granitas de pêssego e de ananás.
No verão, é comum consumir uma granita com um pão doce siciliano conhecido como brioche, constituindo esta combinação por vezes o próprio desjejum. Em língua siciliana, essa combinação é designada como granita câ briosci.
A granita é normalmente servida num copo ou numa taça e é consumida com uma colher, tal como uma sobremesa.